# Трима любовници в Рио
„Трима любовници в Рио“ (на португалски: Meus Amores no Rio; на испански: Mis amores en Río) е романтична комедия от 1959 година, копродукция на Бразилия и Аржентина.

## Сюжет
Като награда за спечелването на телевизионно шоу, една аржентинска девойка получава билет и пакет за ваканция в Рио де Жанейро, Бразилия, където ще прекара една седмица. По време на престоя си там, тя успява да завърже романтични връзки с трима различни мъже, но сърцето и трябва да избере само един от тях.

## В ролите
- Сузана Фрейре като Елена
- Жардел Фильо като Роберто
- Доминго Алсугарай като Рамиро
- Фабио Кардозо като Марио
- Агилдо Рибейро като Пачеко, фотографа
- Умберто Каталано като екскурзовода

## Номинации
- Номинация за Златна мечка за най-добър филм от Международния кинофестивал в Берлин през 1959 година.[2]